# Картер Браун
Картер Браун (англ. Carter Brown), настоящее имя Алан Джеффри Йейтс (Alan Geoffrey Yates; 1 августа 1923 года, Лондон, Великобритания — 5 мая 1985 года, Сидней, Австралия) — австралийский писатель британского происхождения, преимущественно детективного жанра.
Помимо наиболее известного псевдонима, публиковался также под именами Текс Конрад (Tex Conrad), Кэролайн Фарр (Caroline Farr), Том Конвей (Tom Conway) и Пол Вальдес (Paul Valdez).

## Биография
Алан Джеффри Йейтс родился в Лондоне и получил образование в различных школах в Эссексе. В 1942-1946 годах проходил службу на Королевском военно-морском флоте в чине лейтенанта. В течение двух лет после выхода в отставку работал на звукозаписывающей студии компании Gaumont-British Films
В 1948 году Йейтс переехал в Австралию и в том же году получил австралийское гражданство. Прежде чем полностью посвятить себя писательскому ремеслу, некоторое время был менеджером по продажам в Сиднее и проработал два года в службе по связям с общественностью авиакомпании Qantas.
Был женат на Дениз Маккеллар (Denise Sinclair Mackellar), у них была дочь и три сына. Писатель скончался 5 мая 1985 года, оставив после себя 261 детективный роман и одно произведение недетективного жанра.

## Творчество
В самом начале своей писательской деятельности Йейтс работал в различных жанрах, из-под его пера вышло несколько романов-«ужастиков», несколько вестернов и даже научная фантастика. Большинство из этих работ было написано под псевдонимом Текс Конрад в соавторстве с Дж. Бликом (G.C. Bleek). Однако с 1953 года, когда Йейтс решил зарабатывать литературной деятельностью, он полностью переключился на детективный жанр. Его первый роман «Безоружная Венера» (англ. Venus unarmed) разошелся большим тиражом и принес известность Картеру Брауну. В 1958 году Йейтс публикует роман (англ. The cold dark hours) под собственным именем, а в 1966 году впервые использует псевдоним Каролин Фарр.
Подобно многим другим писателям детективного жанра, Картер Браун помещает своих героев в реалии американской жизни, несмотря на то, что сам черпает знания об Америке только из путеводителей и кино. Европейским читателям очень нравится живой и насыщенный «американский» язык героев Брауна, и сами американцы, замечая иногда определенные шероховатости в передаче идиоматических выражений, тем не менее прощают автору небольшие огрехи, отдавая дань его таланту рассказчика.
«Основные черты литературного стиля Картера Брауна — лаконичность, быстро развивающаяся, но несложная интрига, многочисленные диалоги с использованием разговорного языка, грубоватый юмор и, конечно, вереница трупов. Героини Брауна — неизменно шикарные и наделенные многочисленными прелестями дамы. Любовные переживания не обременены сложностями, секс, по выражению американских критиков, типа „страстный взгляд — гаси свет!“. Этот стиль преобладал в романах Брауна до начала 70-х годов, когда слишком вольные сцены в литературе стали считаться дурным тоном».
Ранние произведения Картера Брауна были предназначены только для австралийской аудитории, однако после того, как его книги были отобраны для издательства New American Library, его имя стало широко известно и в США. Выпуском книг Брауна во Франции занялось издательство Gallimard, которое в 1959 году включило их в серию Série Noire, в которой также издавались книги Джеймса Хедли Чейза, Дэшила Хеммета, Раймонда Чандлера и других известных авторов. В Австралии книги Брауна издавались Horwitz — одним из ведущих издательств Сиднея.

## Книги
Список книг, вышедших на русском языке:
- Картер Браун. Золотой Остров. Проклятое Завещание. Последнее Предупреждение. Цена Карьеры. Рядом с Убийцей. Незаконченный Портрет. — Киев: Ада, 1993. — 648 с. — ISBN 5-7794-0041-5 (Кладезь Искусств).
- Картер Браун. Смертельный бизнес (Боюсь, меня скоро убьют. Смертельный бизнес. Леди доступна. Клиент умрет утром. Глаз Сфинкса.). — Киев: Ада, 1993. — 464 с. — ISBN 5-7794-0020-2.
- Картер Браун. Убийство на съемочной площадке. — М.: Советский спорт, 1994. — 256 с. — ISBN 5-86214-008-5.
- Картер Браун. Таинственное исчезновение (Страсти гневных амазонок. Пропавшая нимфа. Дом колдовства. Клоун. Таинственное исчезновение.). — Киев: Ада - Атіка, 1994. — 448 с. — ISBN 5-85009-389-3.
- Картер Браун. Ледяная обнаженная (Могилы, которые я раскапываю. Унылая соблазнительница. Ледяная обнаженная.). — М.: ЭКСМО, 2009. — 416 с. — ISBN 978-5-699-38257-6.
- Картер Браун. Нет больше блондинок на острове (Труп. Прекрасная, бессердечная дама. Обнаженная и мертвая. Тигрица. Нет больше блондинок на острове.). — М.: Ада, 1992. — 432 с. — ISBN 5-86214-008-5.
- Картер Браун.Заказ на убийство,Клиент расплатился за все,Съемки под угрозой,Семейный шантаж.М.;Фирма Ада,1993.432 стр.Серия Классика зарубежного детектива.Выпуск 19.
- Картер Браун.  Алая плоть том 1 (Крадись, ведьма. Этот милый старый блюз. Жена на воскресенье. Гневные амазонки. Алая плоть.)- М.: Центрполиграф, 1992.- 448с.- ISBN 5-7001-0008-8
- Картер Браун. Криминальный Роман (Бойд, каков он есть. Звёздный час Донована. Гуляй, ведьма. Молот Тора. Жертва. Белое бикини.) / ред. Е.Ю. Зеленецкая. — М.: Нива России, 1992. — 512 с. — ISBN 5-260-00775-1.